# Алекс Алеґрія
Алекс Алеґрія (ісп. Álex Alegría; нар. 10 жовтня 1992, Пласенсія) — іспанський футболіст, нападник клубу «Мальорка».

## Ігрова кар'єра
Народився 10 жовтня 1992 року в місті Пласенсія. Вихованець юнацьких команд футбольних клубів «Пласенсія» та «Касереньйо». У дорослому футболі дебютував 2010 року виступами за головну команду останнього, в якій провів два сезони.
2012 року уклав контракт з «Бетісом», у структурі якого протягом трьох сезонів грав за другу команду, після чого почав включатися до заявки головної команди. Не ставши гравцем основного складу севільської команди, протягом 2015—2019 перебував в орендах, погравши за цей час за «Нумансію», «Леванте», «Райо Вальєкано» та хіхонський «Спортінг».
2019 року уклав контракт з «Мальоркою». У новій команді також не отримав місця в «основі» і віддавався в оренду до «Екстремадури», після чого з осені 2020 року відновив виступи за «Мальорку».